# Ludo Moritz Hartmann
Ludwig Moritz Hartmann, noto anche con il soprannome di Ludo (Stoccarda, 2 marzo 1865 – Vienna, 14 novembre 1924), è stato uno storico, politico e diplomatista austriaco.

## Biografia
Figlio del grande poeta Moritz Hartmann, fu professore all'università di Vienna e deputato socialista; dal 1918 al 1921 fu ambasciatore a Berlino.
Con Emil Szántó, Carl Grünberg e Stephan Bauer, fu il redattore della Zeitschrift für Social- und Wirthschaftsgeschichte.

## Opere
- Gregorii I papae Registrum epistolarum, Berolini, apud Weidmannos, 1891-1899.
- Ecclesiae S.Mariae in via lata Tabularium, Vindobonae, sumpt. et typis Caroli Gerold filii, 1895-1901.
- Geschichte Italiens im Mittelalter, 6 voll., Gotha, Friedrich Andreas Perthes, 1897–1915. Comprende:

1 Das italienische Königreich, 1897;
2.1 Römer und Langobarden bis zur Theilung Italiens, 1900;
2.2 Die Loslosung italiens vom Oriente, 1903;
3.1 Italien und die Frankische Herrschaft, 1908;
3.2 Die Anarchie, 1911;
4.1 Die Ottonische Herrschaft, 1915.
- Theodor Mommsen. Eine biographische Skizze, Gotha, Friedrich Andreas Perthes, 1908.
- 3. Römische Geschichte, con Johann Abraham  Kromayer, (fa parte di Weltgeschichte in gemeinverständlicher Darstellung), Gotha, Friedrich Andreas Perthes, 1919.
- Kurzgefasste Geschichte italiens. Von Romulus bis Viktor Emanuel, Gotha, Friedrich Andreas Perthes, 1924.